# Rogério Clementino
 (avril 2021).
Pour les articles homonymes, voir Clementino (homonymie).
Rogério Clementino est un cavalier brésilien de dressage.
Il est connu pour être le premier homme Noir à avoir fait partie d'une équipe panaméricaine de dressage, en l'occurrence aux Jeux panaméricains de 2007, durant lesquels il décroche la médaille de bronze avec son cheval Nilo.